# Distrito Nacional
El Distrito Nacional es una división administrativa de la República Dominicana que se encuentra en la costa sur del país. Limita al norte, oeste y este con la provincia Santo Domingo y al sur con el mar Caribe. Su territorio comprende la ciudad de Santo Domingo, donde se concentran las principales instituciones gubernamentales, comerciales y financieras del país.
Históricamente, el Distrito Nacional formaba parte de la antigua provincia de Santo Domingo hasta que en 2001 se estableció la actual división territorial. En su territorio se encuentran sectores emblemáticos como la Zona Colonial, con importantes monumentos históricos, y áreas de desarrollo moderno como Naco y Piantini, que albergan centros comerciales, corporativos y residenciales. También cuenta con espacios de esparcimiento como el Malecón y el Parque Mirador Sur.
Administrativamente, el Distrito Nacional no pertenece a ninguna provincia y su gobierno local está a cargo del Ayuntamiento del Distrito Nacional. Su desarrollo urbano y económico lo ha convertido en una de las zonas más dinámicas del país, con una infraestructura en constante crecimiento y una actividad comercial diversa.

## Historia
De 1844 a 1932, perteneció a la Provincia de Santo Domingo; en 1932 cuando la Provincia de Santo Domingo se dividió en dos, se convirtió en la Provincia Nacional. En 1935 pasó a ser Distrito Nacional y al año siguiente sería renombrado Distrito de Santo Domingo, retornado a la denominación previa en 1955.
El Distrito Nacional ha sufrido numerosas divisiones territoriales, que han achicado su jurisdicción; la última ocasión fue el 16 de octubre de 2001, cuando se creó la nueva provincia Santo Domingo. A partir de la modificación de La Ley 163-01, la capital dominicana es toda la demarcación del Distrito Nacional, donde está situada la ciudad de Santo Domingo de Guzmán. Toda la demarcación correspondiente a la Provincia Santo Domingo no pertenece a la capital, ya que es independiente.

## Gobierno central
El Distrito Nacional es la sede del gobierno central; poder ejecutivo, donde se localiza el Palacio Nacional; poder legislativo, donde se encuentra el edificio del Congreso Nacional (casa de la Cámara de Diputados y el Senado, por tanto, es bicameral); también es sede del tribunal judicial superior del país, la Suprema Corte de Justicia. Además alberga los principales edificios y oficinas del Estado de todo el país, llamados Ministerios (antes Secretarías).
El Distrito Nacional tiene representación tanto en el Senado como en la Cámara de Diputados. Un senador para el Distrito Nacional y 18 diputados.

## Ciudad Colonial
Uno de los lugares más populares y visitados del Distrito Nacional es la Ciudad Colonial. Fue el cuarto asentamiento hecho por Cristóbal Colón y los exploradores españoles en el Nuevo Mundo luego de La Isabela y Concepción de La Vega y Santiago de los Caballeros. De todos ellos, la Ciudad Colonial es el único asentamiento que permaneció en el mismo lugar desde que fue reubicado en 1502 (margen occidental del río Ozama), y por lo tanto es considerado el primer asentamiento europeo permanente de América. Cuenta con varios lugares de interés histórico y está declarada como Patrimonio de la Humanidad por la UNESCO.

## Ocio nocturno
El Distrito Nacional cuenta con gran variedad de actividades para la vida nocturna. Lugares de alto nivel como, discotecas, casinos, hoteles, restaurantes con open bar internacional están a la disposición de ciudadanos y turistas. Locales con DJs y actuaciones en vivo se abastecen poniendo música como, merengue, salsa y bachata y otros lugares alternativos tocan música como: house, techno, trance, reguetón, dembow, drum and bass, estos últimos dirigido más a la clase media alta y alta. Aunque en los últimos tiempos la mayoría de las discotecas alternan todos géneros principales, sigue habiendo sitios exclusivos. 
Varias cadenas de restaurantes están dando servicios disponibles hasta la medianoche. Hay una variedad de restaurantes que especializan en los siguientes tipos de comida: criolla, italiana, francesa, mexicana, española, china y japonesa; también steakhouse y mariscos. Hay una gran variedad de salas de cine que reproducen películas en inglés (con subtítulos) y están a la par con estrenos mundiales. Puntos de entretenimiento y cultura como centros de jazz, teatro en vivo, conciertos y eventos deportivos están disponibles a través de toda la semana.

## Parques
El Distrito Nacional cuenta con varios parques urbanos, el más grande, el Parque Mirador Sur, con vista al Mar Caribe de un alto acantilado desde la Avenida de la Salud. Cuenta con varios kilómetros de carretera diseñada para pícnic, hacer footing y ciclismo. El patinaje, incluso el kendo se practica con regularidad en las zonas del parque.
Otros lugares populares son:
- Plaza de la Cultura Juan Pablo Duarte, que alberga varios museos nacionales y es anfitriona de la Feria Internacional del Libro todos los años. Esto es lo que hoy en día también alberga el Teatro Nacional, donde a menudo tiene conciertos la Orquesta Sinfónica Nacional bajo la dirección de José Antonio Molina.
- Centro Olímpico Juan Pablo Duarte, un magno complejo deportivo en el centro de la ciudad. Cuenta con varias instalaciones como el Estadio Olímpico Félix Sánchez.
- Estadio Quisqueya, un gran estadio de béisbol, el hogar de dos equipos nacionales: Tigres del Licey y Leones del Escogido.
- Parque Zoológico Nacional, extenso parque donde se exhiben diversas especies animales con fines educativos.
- Parque Jardín Botánico Nacional, espacio natural que alberga una diversidad de plantas y flores tanto nativas como endémicas.

## Centros comerciales
Hay varios centros comerciales. Entre ellos están: Downtown Center, Ágora Mall, Blue Mall, Plaza Central, Galería 360, Silver Sun Gallery, Sambil, Acrópolis Center, etc. Que representan a las marcas internacionales de ropa, artículos electrónicos, regalos, etc. Los bancos, peluquerías, agencias de viajes, oficinas dentales y supermercados se pueden encontrar en un mismo lugar.

## Centros de estudios
Hay centros de estudios tanto públicos como privados que ofrecen enseñanza en español e inglés. Entre las universidades públicas se encuentra la primera universidad de las América, Universidad Autónoma de Santo Domingo, cerca del centro-sur de la ciudad. Además la primera universidad privada Universidad Nacional Pedro Henríquez Ureña (UNPHU).

## Transporte
El Distrito Nacional cuenta con el primer y único sistema subterráneo de transporte público en el país. La primera línea conecta el Distrito Nacional con Santo Domingo Norte. La segunda línea conecta Santo Domingo Oeste con Santo Domingo Este.
Otros medios de transporte público incluyen: servicio de taxis, rutas de autobuses públicos, transporte urbano en autobús, aeropuertos locales y alquiler vehículos.
Los turistas pueden alquilar un vehículo por hasta tres meses, siempre y cuando sea mayor de edad (18 años) y pueda proporcionar una licencia de conducir válida.

### Leyes de tránsito
Existen restricciones relativas concerniente a la transmisión manual (rara vez se aplican) y limita la capacidad de pasajeros (por ejemplo, un minibús con capacidad para más de 8 pasajeros con equipaje requiere una licencia para ese tipo de vehículo). El Límite de velocidad permitido se rige de conformidad con las previsiones del artículo 268 de la ley 63-17 de fecha 21 de febrero de 2017, sobre movilidad, transporte terrestre, tránsito y seguridad vial de la República Dominicana; en la zona urbana residencial el límite de velocidad permitido es de 30 km/h y en las avenidas de 60 km/h; en la zona rural, de 60 km/h; en zona escolar, universitaria, o donde existan iglesias y cementerios, de 20 km/h; en los túneles, elevados y pasos a desnivel, no excederá de 60 km/h; en carreteras, autopistas y autovías será establecido por el Ministerio de Obras Públicas y Comunicaciones (MOPC), sin exceder de 120km/h.
Las leyes de la ciudad disponen que el consumo de alcohol tiene que ser cero (nivel de alcohol por encima de 0,01%, mientras conduce un vehículo de motor es merecedor de una multa y la posible incautación del vehículo). También aplica al hablar por teléfono celular (sin la ayuda de un altavoz y micrófono o manos libres) o de conducir sin usar el cinturón de seguridad (para los pasajeros de los asientos delanteros) lleva una multa. El cuerpo encargado de hacer cumplir las leyes de tránsito es la Dirección General de Seguridad de Tránsito y Transporte Terrestre (DIGESETT).

## Población
Según el IX Censo Nacional de Población y Vivienda de la Oficina Nacional de Estadística, el Distrito Nacional contaba con una población de 965,040 personas, siendo un 52.2% mujeres y un 47.8% hombres, representando así un 10.2% de toda la población del país. 
Con las estimaciones de las proyecciones de población de esta misma institución se estimó que para el 2020 el Distrito contaba 1,043,186 habitantes.

## Estructuración
El Distrito Nacional está subdividido en áreas incorporadas (barrios), llamados sectores, que podrían considerarse como pequeñas ciudades urbanas. Todos los sectores están en la jurisdicción del alcalde municipal, por lo que todos los problemas de los mismos son atendidos en la oficina municipal.
Algunos prefijos sectoriales son:
- Ciudad - aplica a las partes más antiguas del Distrito Nacional, algunas de ellas datan de la época colonial;
- Ensanche - por lo general, pero no siempre, aplicado a las partes más "modernas" de la ciudad.
- Villa - aplica a los sectores urbanos (generalmente los marginados) tanto del Distrito Nacional como del Gran Santo Domingo en general.

### Sectores
| Sectores                 | Población |
| ------------------------ | --------- |
| 24 de abril              | 53,870    |
| 27 de febrero            | 20,000    |
| 30 de mayo               | 5,904     |
| Altos de Arroyo Hondo    | 19,617    |
| Arroyo Manzano           | 5,894     |
| Atala                    | 3,711     |
| Bella Vista              | 15,593    |
| Buenos Aires             | 25,77     |
| El Cacique               | 7,671     |
| Centro de los Héroes     | 62        |
| Centro Olímpico          | 99        |
| Cerros de Arroyo Hondo   | 3,258     |
| Ciudad Colonial          | 8,472     |
| Ciudad Nueva             | 12,540    |
| Ciudad Universitaria     | 8,016     |
| Cristo Rey               | 257,038   |
| Domingo Savio            | 184,863   |
| El Millón                | 9,137     |
| Ensanche Capotillo       | 134,708   |
| Ensanche Espaillat       | 16,803    |
| Ensanche La Fe           | 19,094    |
| Ensanche Luperón         | 23,710    |
| Ensanche Naco            | 11,102    |
| Ensanche Quisqueya       | 24,850    |
| Gascue                   | 12,562    |
| General Antonio Duverge  | 4,382     |
| Gualey                   | 91,147    |
| Honduras del Norte       | 9,771     |
| Honduras del Oeste       | 8,884     |
| Jardín Botánico          | 271       |
| Jardín Zoológico         | 19        |
| Jardines del Sur         | 8,777     |
| Julieta Morales          | 14,843    |
| La Agustina              | 20,308    |
| La Castellana            | 10,421    |
| La Esperilla             | 6,807     |
| La Hondonada             | 14,575    |
| La Isabela               | 6,865     |
| La Julia                 | 12,575    |
| Las Praderas             | 29,765    |
| La Zurza                 | 42,896    |
| Los Cacicazgos           | 15,725    |
| Los Jardines             | 97,568    |
| Los Peralejos            | 35,684    |
| Los Prados               | 20,457    |
| Los Restauradores        | 78,945    |
| Los Ríos                 | 27,563    |
| María Auxiliadora        | 20,456    |
| Mata Hambre              | 20,456    |
| Mejoramiento Social      | 19,753    |
| Mirador Norte            | 20,465    |
| Mirador Sur              | 20,211    |
| Miraflores               | 76,862    |
| Miramar                  | 59,876    |
| Nuestra Señora de la Paz | 98,961    |
| Nuevo Arroyo Hondo       | 123,501   |
| Palma Real               | 101,543   |
| Paraíso                  | 75,862    |
| Paseo de los Indios      | 28,951    |
| Piantini                 | 59,753    |
| Los Próceres             | 56,513    |
| Renacimiento             | 20,145    |
| San Carlos               | 13,456    |
| San Diego                | 9,864     |
| San Geronimo             | 8,634     |
| San Juan Bosco           | 14,352    |
| Simón Bolívar            | 88,463    |
| Viejo Arroyo Hondo       | 38,964    |
| Villas Agrícolas         | 48,621    |
| Villa Consuelo           | 40,621    |
| Villa Francisca          | 50,185    |
| Villa Juana              | 60,323    |

## Autoridades
Alcaldesa
- Carolina Mejía

Senador
- Omar Leonel Fernández Domínguez

Diputados
- Alfredo Pacheco Osoria
- Carlos Sánchez Quezada
- Eliazer Matos Féliz
- Gustavo Antonio Sánchez García
- Isabel Jacqueline Ortiz Flores
- Jesús Bienvenido Ogando Gil
- José Horacio Rodríguez Grullón
- José Miguel Cabrera
- Lourdes Josefina Aybar Dionisio
- Manuel Elpidio Báez Mejía
- Orlando Salvador Jorge Villegas
- Rafael Aníbal Díaz Rodríguez
- Rafael Tobías Crespo Pérez
- Ramón Antonio Bueno Patiño
- Sandra Herminia Abinader Suero
- Sergio Moya de la Cruz
- Yuderka Yvelisse De la Rosa Guerrero

Fiscal
- Rosalba Ramos Castillo